# Cobra (manga)
Cobra (コブラ?) , estilizado como COBRA, y en español conocido comúnmente como Super Agente Cobra, es un manga de ciencia ficción creado y dibujado por Buichi Terasawa, del estudio Oveja Negra (en inglés Black Sheep). La historia fue inspirada en parte por un escrito del autor Philip K. Dick titulado Podemos recordarlo por usted al por mayor. La versión como serie, apareció originalmente en el Shūkan Shōnen Jump, un manga orientado al segmento de jóvenes masculinos (en japonés: shōnen), entre 1978 y 1984. Posteriormente, los capítulos individuales fueron agrupados y publicados en 18 volúmenes compilatorios (en japonés: tankōbon) por la empresa editorial Shūeisha.
Se realizó una primera versión animada, o anime, la cual fue dirigida por Osamu Dezaki, y consistió en 31 capítulos para la televisión y una película. Dicha serie para la televisión fue transmitida en Hispanoamérica durante fines de la década de 1980 y comienzos de la década de 1990, en Bolivia por TSB, en Chile por UCV Televisión y Televisión Nacional de Chile, en Perú por América Televisión, en Venezuela por Venezolana de Televisión, en Panamá por Telemetro, en Colombia fue transmitida en la Costa Atlántica por el canal regional Telecaribe, los viernes a las 5:50 p. m. en el año 1986, recibiendo censura en la mayoría de países donde se emitió, por su alto contenido de violencia y sexualidad. Paradójicamente, esto la convirtió en una serie muy popular. También fue emitido en España en los años 1990 con el doblaje de Latinoamérica y la película fue distribuida en VHS por Manga Films.
En 2008, y con motivo del 30.º aniversario del personaje, se realizó una nueva animación agrupada en una serie de OVAs llamada Cobra: The Animation dividida en dos partes, una de cuatro episodios llamada The Psychogun y otra de 2 episodios llamada Time Dive (la cual finalizó en el año 2009). El nombre de la serie en inglés fue modificado, pasando a llamarse Cobra The Space Pirate en lugar de Cobra Space Adventure.
En enero de 2010, se inició la emisión, en la televisión japonesa, de una nueva serie de Cobra llamada Cobra The Animation: TV Series. Esta serie constó de 13 capítulos.

## Trama
En el Planeta Tierra del siglo XXIV, Johnson es un vendedor de una tienda electrónica con una vida rutinaria y aburrida. Por ello, sueña ahorrar suficiente para un viaje en un crucero espacial. Un día, como una forma de consolar su sueño frustrado, va a un cine donde crean y proyectan la película en la mente como un sueño y pide soñar con aventuras espaciales. En esa historia él es Cobra el pirata espacial, rudo, temido por sus enemigos y amado por las mujeres; portador de la psicoarma, un artefacto poderoso y único, implantado en su brazo izquierdo, que le da gran poder destructivo; en su fantasía es el único oponente que la mafia espacial toma en serio al punto de ofrecer por su cabeza la recompensa más grande de la historia.
Tras salir del cine, una serie de coincidencias lo lleva a encarar a uno de los ejecutivos de la mafia, quien intenta matarlo; pero en el proceso, Johnson descubre que realmente posee una psicoarma gracias a la que se salva de ser asesinado. Poco a poco lo comprende: su verdadera identidad es Cobra y comienza a recuperar la memoria que él mismo había borrado hace cinco años en busca de una vida tranquila y que el sueño implantado en su cerebro liberó. Pero ahora Cobra está aburrido, tras cinco años de vida tranquila ha comprendido que esa rutina no es para él, por lo que decide volver al espacio, a vivir aventuras, robar tesoros, seducir hermosas mujeres y a declararle la guerra a la mafia.

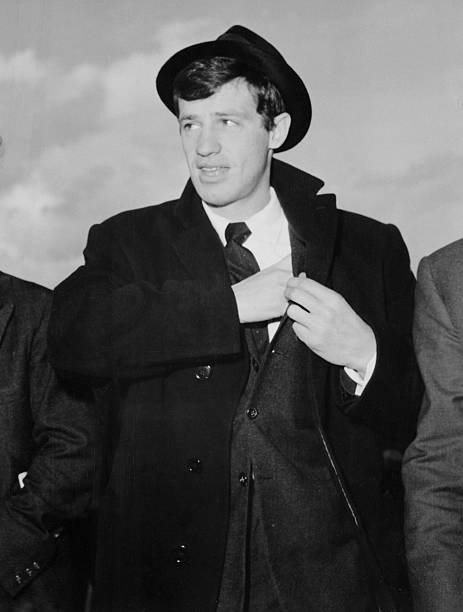
Jean-Paul Belmondo, inspiración para el aspecto y personalidad del pirata espacial.

## Cobra
Buichi Terasawa se inspiró en el actor francés Jean-Paul Belmondo y los personajes de sus películas para diseñar y caracterizar a Cobra, al mismo tiempo, muchas de las portadas de sus aventuras son una referencia a los afiches de las películas protagonizadas por el actor; según el dibujante fue influenciado por el actor ya que admira la personalidad que imprime en sus personajes, su actitud impasible, su descaro o la forma en que actúa como si la muerte fuera un tema irrelevante para él.

### Historia
Cobra (29 años) es un pirata espacial que, cansado de una vida cruda y llena de violencia, decidió esconderse de sus enemigos, la mafia espacial, modificando su rostro y cuerdas vocales con una cirugía plástica, borrando su memoria y viajando a la Tierra para conseguir trabajo y vivir como vendedor de una tienda, vida que llevó durante cinco años. Su memoria perdida se activó por accidente al mismo tiempo que fue descubierto por criminales de la organización conocida como Mafia de la Vía Láctea (Mafia Vialactica), decidiendo regresar a la vida fugitiva para enfrentarse a la mafia espacial y vivir aventuras nuevamente, ya que había comprobado que la vida tranquila no era para él.
De su vida anterior como pirata es poco lo que se sabe; su fecha de nacimiento y edad solo se conocen porque las grabó en su falsa tumba (año 2308) y su nave fue construida quince años antes de los eventos que aparecen en la serie, por lo que se deduce que Cobra se dedica a la piratería desde antes de los 14 años, desconociéndose por qué lleva implantada la psicoarma en su brazo, ya que la porta aún desde antes de conocer a Lady Armoroid.

### Personalidad
De actitud cínica y despreocupada, Cobra se muestra como un hombre poco serio, irresponsable, mujeriego y a veces incluso cobarde. Le desagrada caminar erguido, por lo que en general se inclina hacia delante y arquea las piernas dando largos pasos irregulares, manteniendo este paso incluso cuando huye o pelea, lo que da a sus movimientos la impresión de esquivar los ataques solo por suerte, aunque esto es intencional. Su personalidad alegre y relajada es una de sus mejores herramientas para seducir mujeres, quienes, a pesar de su apariencia y personalidad, terminan atraídas hacia él, siendo normal que en cada misión o viaje, por lo menos una bella mujer se enamore de él; sin embargo, bajo esta actitud donjuanesca y promiscua, se esconde una veta emocional torturada, triste y culpable. Como el mismo personaje reconoce en muchas ocasiones, todas las mujeres que lo han amado han sufrido la muerte como destino, lo que ha generado en su interior no solo odio y deseo de venganza hacia los asesinos, sino también hacia sí mismo, tanto por involucrarlas en estas situaciones como por no poder salvarlas.
Originalmente era un hombre frío, de voz fuerte y mirada seria, cabello largo, liso y oscuro (rubio de acuerdo con las OVAs), de rostro delgado y fino, con nariz pequeña y delgada, considerado extremadamente apuesto por las mujeres, lo que constituía una ventaja para su personalidad mujeriega. Después de su cirugía, el personaje modifica su apariencia, adquiriendo cabello rubio rizado y corto, y un rostro de facciones redondas con una nariz achatada. En la serie y el manga, Cobra reconoce que prefiere este rostro, por lo que, al recuperar su memoria, descarta el someterse a una cirugía que le devuelva su apariencia original o le dé una nueva.

### Habilidades
Las habilidades de Cobra, tanto su fuerza física como su poder mental y resistencia, son mayores que las de cualquier humano, lo que le permite sobrevivir a muchas situaciones en las que un hombre normal moriría irremediablemente; sin embargo, jamás se explica el origen de ellas, dándose a entender que es su naturaleza. En Time Dive comenta, durante un enfrentamiento, que esta condición es de nacimiento. Su resistencia corporal le permite aguantar castigos de alta magnitud sin recibir daño, poniéndolo a la misma altura que los cyborg y robots blindados. Su agilidad le permite correr 100 metros en 5 segundos y mantener una respiración normal corriendo a su máxima velocidad por lo menos durante tres kilómetros. Su brazo derecho, a pesar de ser simplemente humano le da gran ventaja a la hora de pelear cuerpo a cuerpo ya que posee un agarre y presión de 500 kilos, lo que hace que sus golpes puedan, literalmente, hacer explotar el cuerpo de un oponente.

### Psicoarma
El arma fundamental de Cobra es la Psicoarma, la cual está escondida dentro de un brazo falso (el izquierdo). Conectada a su cerebro, su funcionamiento es a la vez simple y fulminante: convierte la energía mental de Cobra en ondas caloríficas de gran potencia. Al ser accionada por el pensamiento tiene una gran ventaja sobre las armas convencionales; el disparar una pistola genera un tiempo entre que el cerebro ordena al cuerpo apretar el gatillo y que este ejecute la orden; Cobra no tiene ese inconveniente al usar energía mental, siendo su ataque simultáneo a su intención. Además, los disparos de la psicoarma pueden controlarse, de manera que el rayo puede trazar trayectorias curvas o en círculo, haciendo imposible protegerse de ella. Sin embargo, no todos los rivales caen al primer impacto.
En ocasiones se ha intentado copiar la psicoarma, pero ha demostrado que aún con modificaciones o mejoras es imposible llegar a obtener los resultados que Cobra alcanza en batalla. Su habilidad mental le permite generar energía para su psicoarma. Aunque teóricamente cualquier humano puede hacerlo, la energía mental de Cobra es algo peculiar, por lo que puede alterar la trayectoria de sus tiros después de disparar y posee un límite mucho mayor al de una persona normal solo con su voluntad, además en algunos casos se ha visto que aunque esté agotado física y mentalmente aún puede disparar.
La prótesis es una suerte de vaina con forma de un antebrazo, muñeca y mano que esconde de manera efectiva la Psicoarma y que una vez puesta en su lugar percibe los impulsos nerviosos del cerebro y funciona como una extremidad real; su capa externa imita de manera fiel la piel y temperatura corporal, pudiendo también pasar por rayos X, escaneo y otros visores, donde solo se observan huesos y músculo, lo cual hace que la Psicoarma sea imposible de detectar. Este implante en su brazo no solo es la vaina de su psicoarma; también su prótesis posee sistemas de rastreo y propulsión, de forma que, si la extravía o abandona, ésta pueda detectarlo y llegar a él; aunque igualmente posee prótesis de repuesto en caso de ser destruida.

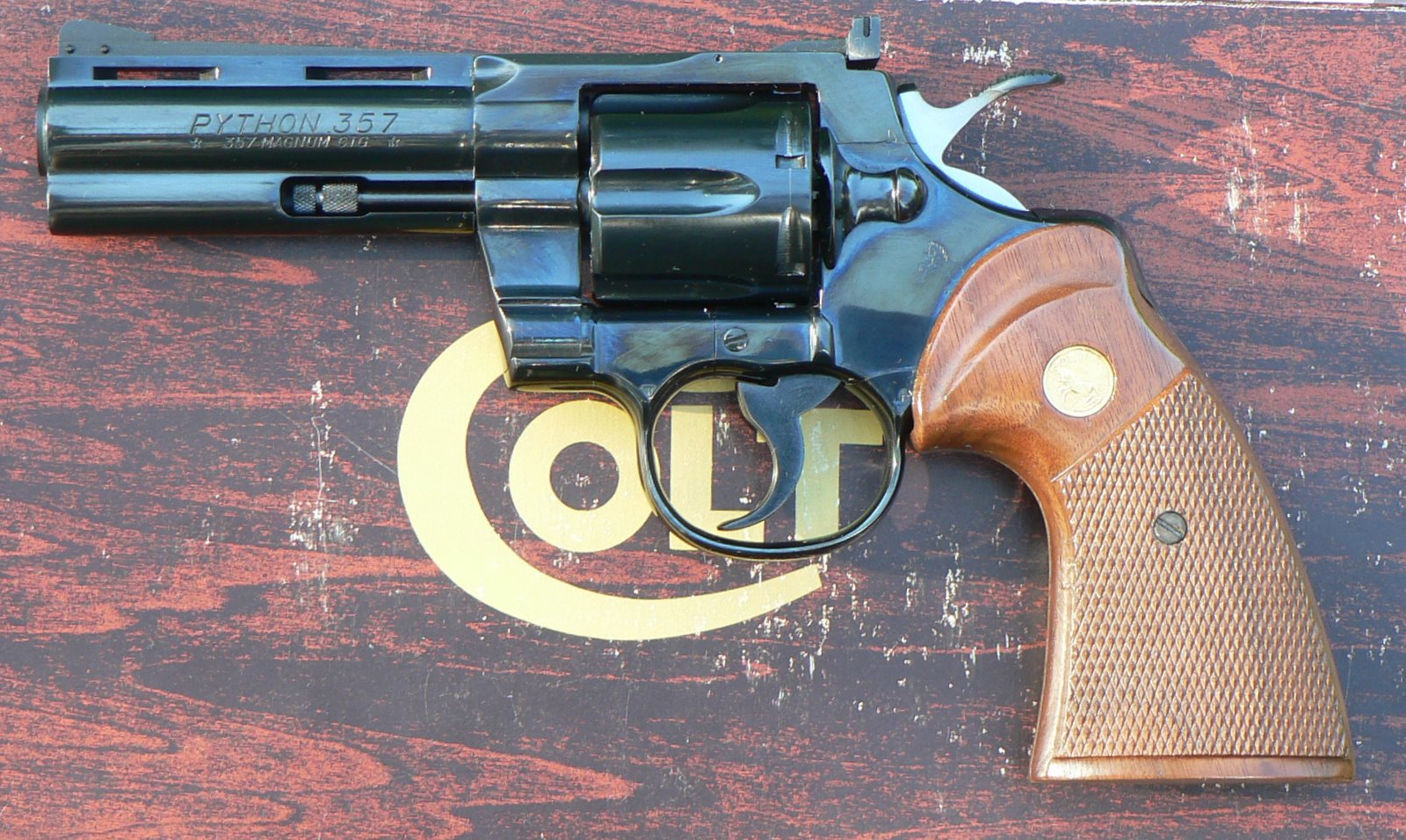
La Colt Python es el arma que Cobra lleva a la vista colgada a su cintura.

Cobra también usa un revólver Colt Python calibre 77 como refuerzo, ya que el uso continuo de la Psicoarma desgasta su capacidad mental. Esta arma, si bien es considerada una antigüedad de museo por los contemporáneos de Cobra, posee muchas ventajas ocultas. Su mango ha sido modificado con un sistema de reconocimiento de biofirma, lo que significa que solo Cobra la puede disparar; en cualquier otra mano se bloquea, impidiendo ser percutida; las dos principales ventajas que le proporciona esta arma es, en primer lugar, que sus oponentes subestiman su capacidad de combate al verlo con un arma antigua y de disparos limitados, la segunda es que en el siglo XXIV casi la totalidad de las armas son de tipo láser, por lo que la mayoría de los sistemas de defensa son variantes de barreras que repelen o anulan emisiones de energía pero que son fácilmente atravesadas por los ya obsoletos proyectiles sólidos. Posee también detectores y otras herramientas útiles durante sus aventuras. Junto a esto también tiene recursos menos llamativos pero igualmente útiles. En sus muñequeras esconde pequeñas sierras circulares, y sus habanos poseen diferentes artefactos dentro: algunos son respiradores, otros explosivos o láser. También el encendedor que usa puede transformarse en un pequeño láser para casos de emergencia y como transmisor.

### La Tortuga
La nave espacial de Cobra, fue llamada Tortuga (Turtle en la versión japonesa) irónicamente ya que es, probablemente, la nave más veloz de la galaxia; también porque al aterrizar despliega cuatro soportes que, junto a su forma y su cabina sobresaliente, le dan el aspecto de tal criatura. Fue fabricada a pedido de Cobra por Jingoro, el mejor ingeniero del universo. La nave hasta la actualidad no tiene un oponente a su altura; además, posee la llamada Formación C, la capacidad de cambiar de forma, ya que está constituida por una serie de secciones cúbicas, las cuales se pueden acomodar para adoptar la forma de una serpiente, lo que le permite maniobrar de forma más eficiente en combate, moverse en terrenos difíciles con menor dificultad, y estacionarse envolviéndose en objetos verticales como torres o edificios altos. En los OVAs Psichogun los hermanos Duck, un trío de ingenieros, la modifican para otogarle más poder y la capacidad de moverse entre las dimensiones.

## Personajes

### Aliados
- Lady Armoroid: Compañera cibernética de Cobra, su cuerpo fue construido con la tecnología más avanzada de la antigua civilización de Marte, lo que le da gran resistencia y fuerza sobrehumana. Está calificada como el modelo Armoroid más poderoso jamás creado. Siempre acompaña a Cobra en sus aventuras, siendo parte muy importante del dúo. Originalmente fue conocida como la princesa Esmeralda, heredera del ducado de Sanborn. Conocería a Cobra al intentar asesinar a Gilos, responsable de la muerte de su padre. Tras esto comenzarían a viajar juntos, siendo apodada Lady por Cobra. Fue el más grande amor del pirata; sin embargo, sufrió una herida fatal, por lo que aceptó que se le implantara metal orgánico en su cuerpo para sobrevivir aun cuando Cobra no lo aprobaba, ya que su deseo de estar junto a él era mayor que el aprecio por su naturaleza humana (ver OVAs Time Dive). A partir de este punto cambia su nombre, Esmeralda, por Lady Armoroid. Aún en la actualidad, aunque Cobra ha tenido muchas parejas y amoríos, ninguna ha tenido una relevancia mayor que Lady, por quien siempre se preocupa y a quien protege constantemente.

- Jane Royal: Cazarrecompensas, hermana mayor de Dominique y Katherine. Las tres son hijas del capitán Nelson Royal y tienen tatuado en su cuerpo una porción de un mapa que está dividido en tres partes y que conduce al tesoro de la antigua civilización de Marte escondido por su padre. Cada parte corresponde a los 3 colores primarios. Tras conocer a Cobra le explica su situación y le pide ayuda para encontrar y proteger a sus hermanas. Es infectada por las semillas de Tarvage y controlada, por lo que intenta asesinar a Cobra y mata a Katherine, su hermana menor. Tras esto, es salvada por Cobra; antes de morir, Katherine entrega su alma a Jane, gracias a lo cual esta se libra del control de Tarvage. Ignorando los consejos de Cobra y la última voluntad de su hermana, va en busca de Cristalino para vengarse, pero este es demasiado poderoso y la asesina fácilmente.

- Katherine Royal: Hermana menor de Jane y Dominique, es la única de las tres que lleva una vida tranquila y sin violencia, ya que es profesora. Se encontraba prisionera en una cárcel controlada por la mafia desde que la mafia la descubriera, ya que era usada como carnada esperando que sus hermanas aparecieran para ayudarla; Cobra, por petición de Jane, se infiltra y la rescata. Mientras huyen desarrolla un gran afecto por Cobra, mostrando él también afecto hacia ella; pero tras salir son emboscados por Jane, quien es controlada por Tarvage. Antes de morir, Katherine fusiona su alma con la de Jane para liberarla del control del hombre planta.

- Dominique Royal: Segunda hermana de Jane y Katherine, Cobra la encuentra como sargento del grupo Snow Gorilla, dirigido por Sandra, que es parte de la mafia; sin embargo, Dominique resulta ser en realidad una agente de la Patrulla Galáctica infiltrada allí. Escapa con Cobra y lo ayuda en la búsqueda del arma definitiva oculta en el tesoro de su padre. Tras la derrota de Sandra aparece en un par de ocasiones para pedir ayuda a Cobra en algunas misiones; es ella quien lo lleva a integrarse al Rugball y lo acompaña durante el enfrentamiento con Ironhead. Finalmente es emboscada por Salamander, quien en un comienzo finge haberla asesinado. Posteriormente, Cobra se entera de que no está muerta sino que le fue borrada la memoria, dándole recuerdos de una vida diferente; tras la muerte de Salamander, Dominique logra recuperar sus recuerdos y personalidad originales; sin embargo, en las OVAs Psichogun Cobra revela que fue asesinada por Crystalboy tiempo después. Aparte de Lady Armoroid es la única mujer a quien Cobra ha reconocido amar.

- Duck: Pequeño compañero de Cobra, proveniente de una raza de Patos que lo ayuda brindándole información sobre Tarvage en agradecimiento por perdonar y salvar su vida cuando trabajaba como informante de Cristalino; al final es brutalmente asesinado por un rebote del láser de la psicoarma de Cobra cuando la barrera de Tarvage lo protege, mientras Cobra trataba de matarlo. (En ocasiones se observa que otros de su raza con el mismo nombre aparecen siempre ayudando a Cobra en diferentes episodios).

- Vega: Amigo de Cobra desde antes que cambiara su identidad, fue comisario del Planeta Wing en el Sector X. Se conocieron cuando Cobra era perseguido por la Mafia espacial. Vega decidió ayudarlo evitando que la mafia lo atacara. Fueron grandes amigos en las luchas contra la Mafia Espacial 8 años, antes que Cobra regresara. Pasando este tiempo, Vega lo creyó muerto y tiempo después perdería su puesto cuando la mafia se apoderara de su planeta y pusiera una recompensa por su cabeza. Cobra, al enterarse, lo encuentra y salva de unos matones de la mafia. Vega le pide que lo ayude a encontrar un tesoro para salvar a su raza, infiltrándose en el museo de Angie, quien tenía el tesoro como exhibición. La raza de Vega conoce de antemano la fecha de su muerte, ya que pocos días antes comienzan a sufrir dolosos ataques que culminan en una metamorfosis mortal; sin embargo, tras esto pueden vivir 6 horas tras convertirse en seres voladores con grandes habilidades, cuando al final Cobra logra obtener el tesoro, escapan de la inviolable fortaleza que era el museo cuando Vega, tras su transformación, lleva a Cobra por los aires fuera del lugar.

- Dogg Savallas: Viejo Amigo y compañero de Cobra en sus aventuras. Proviene de la tribu Mirage, una raza de nativos que poseen el poder de la metamorfosis. Tiene una gran habilidad con las pistolas y es un gran piloto. Es convocado por Cobra para asistirlo en su venganza contra Salamander después del atentado contra Lady. Aunque logran liberar a Pumpkin y atentar contra Salamander según el plan trazado; posteriormente muere a manos de su supuesta víctima por medio de su propia técnica de metamorfosis: al disfrazarse Salamander como una hermosa y sensual mujer, logra quemarlo vivo al intentar intimar. Este personaje fue inspirado en Kojak, ya que cuenta con el apellido del actor Telly Savalas y se parece físicamente al personaje.

- Pumpkin: Amigo de Cobra al igual que Dogg. Su cuerpo está formado de una aleación muy resistente a todo tipo de ataques. Posee una fuerza impresionante y una personalidad inocente y recta. Tras la desaparición de Dominique y el atentado contra Lady, Cobra lo busca para que, junto a él, Dogg y Budd, asesine a Salamander, por lo que debe infiltrarse en una prisión para liberarlo, ya que cumple pena por matar a dos hombres al querer abrazarlos (según su versión). Tras el atentado fallido contra Salamander muere asesinado por la mafia, al ser atacado a traición mientras bebe en una cantina.

- Bud: Amigo de Cobra y compañero, mitad murciélago y mitad humano. Posee una gran agilidad y unas grandes alas que le permiten volar y desenvolverse muy bien en los ataques. También puede succionar la sangre del oponenete. Posee un gran desarrollo de sus sentidos, 10 000 veces más agudos que los humanos. En un inicio se niega a ayudar a Cobra, porque tiene un hogar y una familia en el planeta donde habita, pero, después que su familia es asesinada por la mafia, decide ayudar a Cobra contra Salamander. Finalmente resulta ser la primera víctima de Salamander tras el atentado planeado por Cobra: muere en el primer enlace del último capítulo. Este personaje está inspirado en Batman.

- Zack Simon: Antiguo camarada de Cobra de sus tiempos de pirata, al igual que él es terrícola y un detractor de la mafia espacial; según Cobra, es el único ser humano de la Tierra que supera los 2.5 metros de altura de forma natural. Cobra lo encuentra como jugador de Rugball mientras estaba infiltrado en la liga para investigar el narcotráfico; allí capitaneaba al peor y más indisciplinado equipo bajo el apodo Big the Big, por el que lo reconoce el protagonista. Tras reencontrarse, acepta poner a su equipo a las órdenes de Cobra para enfrentar a la primera división. Generalmente es un hombre frío, rudo y sanguinario, exceptuando cuando trata a Cobra, con quien se porta de forma casi infantil y por quien demuestra una gran lealtad y fe en sus acciones.

- Doctor: Es un médico que conoce a Cobra desde hace mucho tiempo, le salva la vida a Cobra en el episodio 25, le gusta el vino y nunca se pronuncia su nombre. Es la persona que llevó a cabo la operación con la cual Cobra cambió su apariencia y borró su memoria para convertirse en un individuo ordinario cinco años antes de iniciar la historia.

- Utopia More: Es una profesora e investigadora para el gobierno militar. Su trabajo consiste en descubrir el secreto de la creación del universo. Siguiendo los pasos de su difunto padre, quien fue asesinado por Gipsy Doc, encuentra los secretos detrás de la creación del universo. La Mafia Espacial tiene como prioridad que ella se los revele. Cobra la conoce en un robo frustrado por Gipsy Doc, por lo que se decide a protegerla y así acercarse un paso más a su venganza contra la mafia.

### Enemigos
- Vaiken: Gran Ejecutivo y uno de los más destacados miembros de la Organización de la Mafia espacial, es el primer enemigo de Cobra con quien se enfrenta. Antes de hacerse la cirugía para cambiar de identidad, Cobra se reunió con Vaiken, a quien la mafia le había encargado convencer a Cobra de convertirse en un miembro debido a sus grandes habilidades como pirata aventurero y su asombrosa psicoarma. Vaiken ofreció a Cobra poder y dinero, pero este se negó ya que reprobaba los actos corruptos y ruines que enturbiaban el código de los genuinos piratas espaciales, por lo que Vaiken intentó asesinarlo perdiendo un ojo en el proceso. Este incidente convencería a Cobra de abandonar su identidad. Cinco años después se dedica a administrar un Casino donde Johnson apuesta y gana una fortuna por lo que decide asesinarlo ignorando que se trata de Cobra y despertando así su psicoarma latente en su brazo. Tras un segundo atentado fallido solo lograría que retornaran los recuerdos y activar a Lady Armoroid. Finalmente intenta un último ataque pero Cobra no lo perdona nuevamente y lo asesina de un disparo.

- Jigova: Enemigo de Cobra de aspecto demoníaco perteneciente a la mafia espacial quien ambiciona el poder de la psicoarma. Busca las debilidades de Cobra utilizando a una joven para sacarle información ya que la amenazaba con la vida de su hermana a quien mantenía prisionera. A pesar de que logró crear decenas de psicoarmas con las que equipó a sus soldados, no logró ni gracias al número igualar el poder y habilidad de Cobra. Posee la habilidad de traspasar las paredes ya que puede controlar su cuerpo a nivel molecular y volverse intangible; también puede poseer los cuerpos de las personas, muere a manos de Cobra quien disparó su psicoarma a la pared que éste intentaba traspasar.

- Cristal-Boy: Uno de los más feroces y peligrosos enemigos de Cobra, llamado en las versiones al español Cristalino; es un cyborg cuyo cuerpo está compuesto de un cristal resistente a los rayos láser y a la energía emanada de la psicoarma, ya que todo tipo de luz se distorsiona al tocarlo, es el primer gran enemigo que Cobra debe enfrentar en la búsqueda de los tatuajes de las hermanas Royal. Finalmente se enfrenta a Cobra en una pelea uno a uno aprovechando la ventaja que le da el material de su cuerpo, pero Cobra usa su revólver Colt Python calibre 77 para quebrar su piel y posteriormente apuñalarlo con su brazo postizo. En la película su composición es líquida, por lo que Cobra acopla a su psicoarma una costilla que Cristalino perdiera previamente (por ser parte de su cuerpo lo pudo penetrar) y con ella canalizó un disparo que llegara a sus puntos vitales. En las Ovas Psychogun se revela que no ha muerto, reaparece con el fin de vengarse nuevamente de Cobra uniéndose con Gipsy Doc, su cuerpo ha sido modificado no solo para distorsionar láseres, sino también para bloquear balas y golpes, al final Cobra vuelve a acabar con el al arrojarlo a un reactor, dispararle con los zapatos ultrasónicos de Utopia Moore y acribillarlo con su psicoarma.

- Tarvage: Enemigo de Cobra de naturaleza vegetal que controla a las personas mediante la implantación de una semilla en el sistema nervioso; al ser una planta debe usar una armadura que le ayuda soportar los ambientes creados para seres no vegetales, pero esta lo priva de la luz, por lo que mientras la usa no puede ejercer labores físicas extensas y debe someterse periódicamente a tratamientos de radiación solar. Captura y controla a Jane para que asesine a sus hermanas y a Cobra; este, al enterarse decide asesinarlo, pero Tarvage posee un sistema de protección creado por tres satélites que lo siguen siempre y crean una barrera instantánea al ser atacado, por ello Cobra se arriesga a una emboscada a quemarropa, en la que le dispara en un ángulo que ataca un punto ciego de su defensa y lo rebana por la mitad.

- Sandra: Líder del grupo guerrillero Snow Gorilla que trabaja para la mafia, en el cual Dominique estaba de infiltrada para la Patrulla Galáctica. Es la encargada de obtener el tesoro que guarda el mapa tatuado en Dominique y sus hermanas tras la muerte de Crystal-boy, sin embargo posee un interés personal en ello ya que sabe que el tesoro es en realidad el arma definitiva creada por la antigua civilización de Marte. Siguiendo a Cobra logra llegar al planeta donde esta el tesoro y se apodera del arma, la cual podía evolucionar transformándose en una versión superior de cualquiera que viese, siendo además indestructible. Cobra logra leer en las ruinas un escrito con las debilidades del arma y gracias a ello destruye el artefacto y a Sandra. En el manga Cobra mata a Sandra estrellando el arma, que se había transformado en una nave, contra el suelo sabiendo que aunque esto no destruiría el artefacto, el impacto sí mataría a su piloto.

- Hammer Volt Joe: Es un Pirata ejecutivo de la Organización de la Mafia Espacial, líder de un casino espacial de Las Vegas. Su cuerpo es de un metal blindado al cual ni las balas ni la psicoarma le produce daño. Su poder es un rayo de triángulo mortal y puede seccionar sus brazos volando a su voluntad ya que los controla con su mente. Mientras Cobra investiga el robo de un cargamento de oro, esta investigación lo guía hasta el casino de Hammer por lo que se envuelve en una pelea contra él, muere al ser arrojado al espacio exterior por una ventana de las bodegas del casino por un disparo de Cobra.

- Gaitan: Es un Genio malvado e inmortal que intentó capturar y esclavizar a Cobra cuando este protegía a Melanie, la joven aprendiz de Gaitan, quien le pidió ayuda mientras escapaba del malvado Genio. Gaitan viajaba por el universo saqueando planetas y esclavizando hombres como sirvientes y mujeres para su harem ya que tenía casi un ilimitado poder mágico que usaba para insertar una semilla en sus prisioneros con las que los hacía explotar si desobedecían. Tras enfrentar a Cobra en el espacio lo lleva a su castillo como esclavo, pero es ayudado por Melanie, quien lo libera y retira la semilla de su cuerpo cuando Gaitan intenta asesinarlo. Posteriormente Cobra logra revelar el misterio de un acertijo que hablaba sobre el punto débil de Gaitan, el cual describía el lugar donde guardaba una botella mágica que lo podía sellar. Tras atraparlo Cobra lo arroja al espacio logrando que sus conjuros pierdan efecto.

- Angie: Es una bella, voluptuosa y exuberante mujer que dirige un Museo con quien trafica y negocia reliquias y piezas de valor de distintas partes de la galaxia con la Mafia Espacial Cobra se infiltra allí junto a su amigo Vega para recuperar un tesoro robado a él y su gente, del planeta Wing, a pesar de sus conocimientos y tecnología Cobra no solo se mostraría como un ladrón mejor preparado para evadir las defensas, también como un estudioso con mayor preparación académica y mejores conocimientos arqueológicos.

- Swordies: También llamados Odies; una raza de seres extraños cuyo cuerpo tiene el aspecto de espadas comunes, para movilizarse, cazar y combatir, cada uno posee una armadura que maneja por medio de telekinesis para que lo blanda; esto se mantenía en secreto a otros seres por lo que se creía que eran caballeros armados inmortales ya que aunque se les disparara y destruyera su armadura no morían, aunque algunas personas descubrieron que fallecían tras destruir sus armas, nunca descubrieron el porqué. Eran seres tranquilos hasta que Jeek, su rey, fue derrocado a manos de Babel para obtener sus oscuras ambiciones ayudado por la mafia.

- Babel: Es un swordie que se transformaría en el dictador del planeta respaldado por la mafia espacial, esclavizando a miles de habitantes y a su propia raza. Cuenta, al igual que todos los Swordies, con un cuerpo de Espada pero a diferencia del resto que usa una armadura vacía él usa un cuerpo cibernético dentro de la suya que amplifica sus poderes mentales y le permite crear ilusiones engañosas en los sentidos. Cobra libera a Jeek y finge ser su armadura para derrocar a Babel y aunque este ataca sus sentidos por medio de Sinestesia, Cobra logra leer lo que percibe y lo asesina.

- Ironhead: Pirata de la Mafia Espacial que ambula en el mar, comanda un grupo de mujeres cyborg que pueden respirar bajo el agua absorbiendo oxígeno por el cabello. Ironhead es una Mujer cyborg cuya cabeza esta hecha de acero, posee una larga cabellera que puede extenderse y estrangular a sus víctimas; puede separar su cabeza de su cuerpo como método de escape en caso de ser herida. También posee un cuerpo de repuesto blindado en el cual porta una espada y un escudo que repele los ataques de la Psicoarma. Para derrotarla Cobra debió emboscarla en una cueva y disparar por entre sus piernas desde abajo del suelo con la potencia suficiente como para hacer un agujero de salida por encima de su cabeza.

- Bryan Reed: Es un miembro de la Mafia Espacial, fabricante y traficante de armas que distribuye en el mercado negro y todo el ámbito criminal de la galaxia. Cobra entra a una estación espacial donde la mafia mantiene sus tesoros robados y se infiltra para robar cerca de 30.000 diamantes valorados en 500,000 dólares. Posteriormente viaja al planeta Lark sin saber que Bryan Reed lo rastreaba, hasta que logran capturar a Lady Armonoid, Cobra decide rescatar a su compañera pero este rescate casi le cuesta la vida debido a que arrojado a una piscina de hidrógeno líquido, pero gracias a un amigo doctor (quien hiciera el cambio de rostro y se encargara generalmente de sus revisiones de rutina) le salva la vida; tras esto Cobra lo asesina con su psicoarma mientras éste intenta escapar con los diamantes.

- Sheila: Una teniente que guía a sus tropas en la guerra contra la república de Domel. Se encuentra con Cobra quien intenta llegar a una ciudad neutral llevando un maletín con joyas y un niño refugiado. Sheila llega al acuerdo de escoltar a Cobra a cambio de una parte del tesoro, pero pronto descubren a un sargento de su país fallecido usando ropas de Domel, todos comprenden que uno de los hombres de Sheila, todos sargentos, es un impostor. Poco a poco comienzan a morir hasta que al llegar cerca del lugar de destino solo quedan Cobra, el niño y Sheila, ya que los últimos miembros fueron acribillados por lo que en un principio creyeron francotiradores, pero posteriormente Cobra descubrió eran insectos acorazados que atacaban la luz de los disparos, así descubriría que el espía era Sheila quien usaba un arma de disparos opacos y conocía demasiado bien la zona enemiga. Esta confesaría que el soldado muerto había sido ascendido hacía poco por lo que nadie sospechó de ella, tras esto intentaría matar a Cobra, pero los insectos la acribillarían cuando este la iluminara con un foco.

- Dobber: Es un policía asesino y corrupto contratado por Salamander para matar a Cobra y encubrir la desaparición de Dominique. Es un humano mitad cyborg y sus habilidades y arsenal lo ponen en una categoría muy cercana a Cobra ya que posee un Supercañon en el brazo derecho parecido a la psicoarma pero con una fuente de energía diferente; fallece en una pelea cuerpo a cuerpo contra Cobra, quien destruye su cañón y lo atraviesa con su brazo a pesar de que la piel de Dobber estaba reforzada con una aleación casi impenetrable.

- Gipsy Doc: Enemigo de Cobra quien acostumbra ir acompañado con dos mujeres cyborg. Se une con Cristal Boy (Cristalino) con el fin de capturar a la arqueóloga Utopia Moore quien tenía en su poder una joya que poseía el poder de iniciar un Big Bang que crearía una nueva galaxia, posee una nave diseñada por los hermanos Duck que puede moverse entre las dimensiones, gracias a lo cual puede atravesar materia sólida y representa un peligro incluso para la Tortuga. En un comienzo simula ser un noble amistoso con la intención de capturar a Utopia y quitarle la joya, Cobra lo descubre al reconocer a sus guardias como los asesinos del equipo arqueológico de Utopía. Gipsy Doc decide aniquilar a Cobra cuando este descubre su laboratorio de narcóticos y aunque casi lo logra, es salvado por los Hermanos Duck. Finalmente muere cuando Cobra se infiltra en su nave y lo arroja al espacio exterior.

- Salamander: Enemigo de Cobra que ambiciona conquistar la galaxia. Es un ser formado de energía cuyo único caparazón físico es una armadura samurái, raramente aparece en persona aunque desde la distancia puede ejercer su control usando sus poderes telequinéticos; en la mafia posee el cargo más importante como comandante de la flota espacial, la cual se compone de más de diez mil naves de batalla, despertando entre sus subalternos lealtad total hasta la muerte. Su verdadera identidad no es revelada hasta su enfrentamiento final con Cobra, quien lo mata al destruir el origen de su energía. Su aspecto se inspira en el personaje Darth Vader de Star Wars.

## Inspiración
Cobra fue el primer manga de Buichi Terasawa, quien hasta ese entonces había escrito e ilustrado historias cortas de ciencia ficción shōjo para concursos de revistas de manga, obteniendo por uno de ellos algún reconocimiento. Terasawa creó Cobra como un Space opera que combina elementos los Spaghetti western y de las historias japonesas sobre espadachines errantes. La psicoarma fue concebida antes de la creación del protagonista, ya que Terasawa deseaba un protagonista que pudiera portar un arma oculta. Según Terasawa, mientras que el concepto para el héroe estuvo muy influenciado por los "spaghetti western con un pequeño toque de James Bond" y en el actor francés Jean-Paul Belmondo. En lo que respecta a muchos otros aspectos de la obra, encontró inspiración en las películas de James Bond, Akira Kurosawa y los clásicos de Walt Disney. Un ejemplo es el personaje Barbarella de Jane Fonda, que combinada con la Princesa Aurora, sirvió como base para la apariencia de Jane Royal. Para la historia y el ritmo, encontró la influencia del difunto artista Osamu Tezuka, quien fue su mentor.

## Adaptaciones al anime

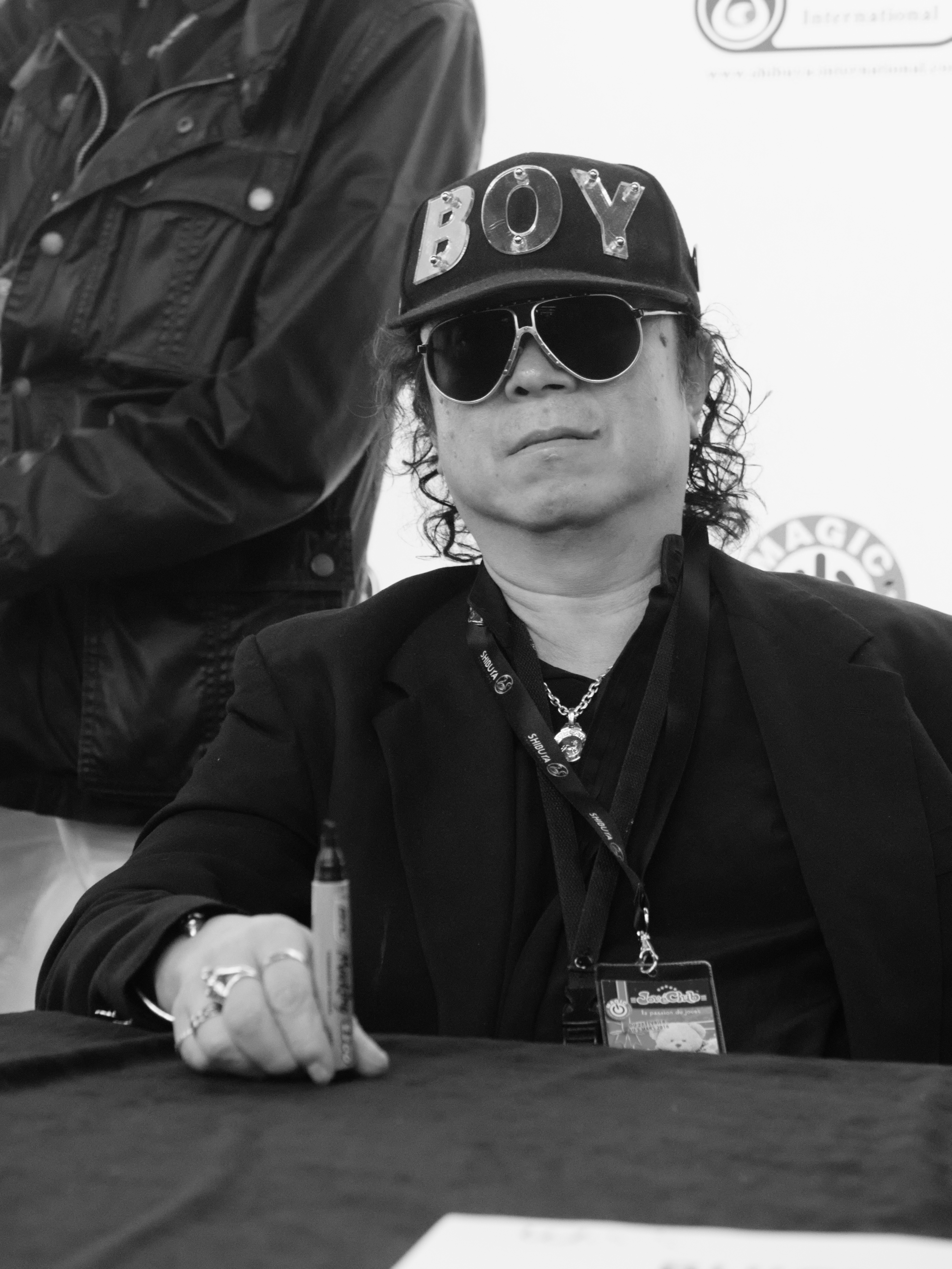
Buichi Terasawa, autor y dibujante del manga.

### Space Adventure Cobra: The Movie
Tokyo Movie Shinsha adaptó el manga en una película titulada Space Adventure Cobra, que se estrenó el 23 de julio de 1982 en Japón. Fue dirigida por Osamu Dezaki, con guion de Terasawa y Haruya Yamazaki. La historia es una adaptación del arco de las hermanas Royale y su lucha contra Crystal Boy.

### Cobra
Cobra se adaptó a una serie de anime titulada Super Agente Cobra en español; dirigida por Dezaki y Yoshio Takeuchi que se emitió en Fuji Television entre el 7 de octubre de 1982 y el 19 de mayo de 1983, los guionistas fueron Haruya Yamazaki, Kosuke Miki y Kenji Terada. Terasawa mismo participó en reuniones semanales para discutir y editar los guiones. Los episodios fueron lanzados en ocho DVD y una caja de DVD establecida el 25 de octubre de 2000 por Digital Site en Japón.

### Cobra the Animation
Cobra se adaptó en dos OVA y una serie de televisión que fue creada por Guild Project y animada por Magic Bus bajo la línea Cobra the Animation para el 30 aniversario de la serie.

#### Cobra, The Psychogun
La primera serie de OVA, se lanzó directamente en DVD entre el 29 de agosto de 2008 y el 27 de febrero de 2009. Fue escrita, guionizada y dirigida por Terasawa.

#### Cobra, Time Drive
Secuela OVA de The Psychogun, fue lanzada entre el 24 de abril de 2009 y el 26 de junio de 2009. Fue codirigida por Terasawa y Kenichi Maejima y coescrita por Terasawa y Mitsuyo Suenaga. Ambas series OVA fueron lanzadas más tarde en Blu-ray el 19 de febrero de 2010.

#### Cobra, Rokunin no Yūshi
Serie de televisión de anime, dirigida por Keizo Shimizu, emitida en BS 11 entre el 2 de enero de 2010 y el 27 de marzo de 2010. Crunchyroll transmitió la primera serie de OVA entre el 18 de diciembre de 2009 y el 8 de enero de 2010. Los dos episodios de Time Drive se cargaron el 1 de enero de 2008 y Rokunin no Yūshi se transmitió simultáneamente en Japón.

## Episodios
1. Resucita, Psicoarma
2. El misterioso Zygoba
3. El enemigo: Cristalboy
4. Escape de la cárcel de Shido
5. El misterioso enemigo francotirador
6. La verdadera identidad del Mago
7. El enemigo de Jane
8. El enfrentamiento final: Cobra vs. Cristalboy
9. La llegada de Snow Gorila
10. El secreto del tatuaje
11. Zados, el planeta de arena
12. El arma más poderosa
13. La ruleta de la muerte
14. El diabólico Galtan
15. El dragón de cristal
16. ¡Hacia el infierno!, Roughball
17. El equipo de los bribones
18. Game Desu la hora 0078
19. ¿Llegará a hacer un homerun que voltée el partido?
20. Un duelo a muerte. El terror del mar de arena
21. Los dos reyes espada
22. Visita a lo profundo de la tierra
23. El epitafio del mar profundo
24. ¿Qué le parece un robot?
25. ¡Murió Cobra!
26. Hacia el más allá de la batalla de fuego
27. El emperador del mal Salamandor
28. Hacia la venganza de la ira de Cobra
29. El hombre del polo norte
30. El método para derrotar a Salamandor
31. Adiós mi cobra

## Música
- Kentaro Haneda

## Adaptación a imagen real
En el año 2011 se anunció el proyecto de Cobra: The Space Pirate, una película de producción y dirección norteamericana cuyo estreno se tenía previsto para el año 2013; sin embargo, una vez pasada la fecha anunciada nada se concretó. A lo largo de los siguientes años Alexandre Aja, director a cargo del proyecto, mencionó en algunas ocasiones ciertos avances en la preproducción del proyecto.
Sin embargo, en marzo de 2018, Aja anunció en el programa "Post Mortem de Mike Garris" que había desechado el proyecto porque tras el cambio de administración en Lionsgate los nuevos encargados no tenían fe en el proyecto ya que pensaban que a causa del estreno de Guardianes de la Galaxia y El despertar de la Fuerza el proyecto perdería novedad.